# Честаљево (Коњиц)
Честаљево је насеље у Босни и Херцеговини, у општини Коњиц, у Херцеговачко-неретванском кантону које административно припада Федерацији Босне и Херцеговине. Према прелиминарним резултатима пописа 2013. насеље је било без становника.

## Историја
До избијања рата у Босни, село је припадало општини Калиновик. Разграничењем у Дејтону, Честаљево је дијелом припало општини Коњиц.

## Становништво
По последњем службеном попису становништва из 1991. године, насеље Честаљево је имало 8 становника. Сви становници су били Муслимани. Босански муслимани се данас углавном изјашњавају као Бошњаци. Према попису из 2013. године, насеље је било без становника.

### Кретање броја становника по пописима
| година пописа  | 1971. | 1981. | 1991. | 2013. |
| бр. становника | 46    | 16    | 8     | 0     |